# フォード・スコーピオ
スコーピオ (Scorpio )は、フォードが製造・販売していた自動車である。

## 初代 (1985年-1994年)
シエラをベースに開発され、シエラのフロアパン(床構造)を引き伸ばしたものを使用し、スタイリングもシエラやエスコートと似通ったデザインとなった。搭載されるエンジンは排気量1.8Lと2.0Lの直列4気筒ピント・エンジン（Pinto engine ）と、2.4L（後に2.8L、2.9Lと拡大）のV型6気筒ケルン・エンジン（Cologne engine ）。1989年にピント・エンジンは廃止され、代替として2.0L 8バルブDOHCエンジンが搭載された。
1986年度にはヨーロッパ・カー・オブ・ザ・イヤーを受賞した。
スコーピオは、ヨーロッパ市場において高級車とされるメルセデス・ベンツやBMWに対抗しうるフォードの上級車種として開発された。フォードはすでに前モデルであるグラナダ MkIIで、広範囲に渡る各種装備（ヒーター付電動レザーシート、エアコン、電動サンルーフ、トリップ・コンピューターなど）を充実させていたが、このスコーピオでは欧州フォード初となる熱線ウインドスクリーン、クルーズコントロールや四輪駆動などが新たに採用された。シートは背もたれのホールド感に欠けるのが多少評価を落としつつも、非常に乗り心地が良く後部座席の足元の空間も広かったが、頭上の空間は極めて狭かった。また、ヨーロッパの量産車としては初めて全グレードに標準でABSを装備した車種である。
グラナダとは異なり当初はセダンやエステートはなく、ハッチバックボディのみの設定だった。1990年にセダンが追加され、1992年にエステートが追加された。技術面でのマイナーチェンジは少なかったが、1989年にはDOHCエンジンを搭載し、翌1990年には2.9 L 24バルブDOHCのコスワース製V6エンジンを搭載したスコーピオ・コスワースが追加された。
下級車種のシエラに対してスコーピオのコスワース製エンジンを搭載するエンジンスワップの事例も多く見られ、200bhpオーバーの出力を手に入れる安価で簡単な手法として人気を博した。これらのエンジンの中にはターボチャージャーを装着したものもあり、モータースポーツでも使用された。
なお、イギリスでは当モデルは先代と同じグラナダの名で販売された（→フォード・グラナダ#3代目も参照）。
また、北米では独自の「メルクール」ブランドを付けてメルクール・スコーピオとして、1986年（1987年モデル）から1989年にブランド自体が廃止されるまで、リンカーン・マーキュリーのディーラーを通じて販売された（→メルクールも参照）。

## 2代目 (1994年-1998年)
2代目のボディタイプはセダンとステーションワゴンのみとなり、初代とほとんど同じフロアパンと初代の最終生産期に搭載されていたものと同じエンジンを使用していた。サスペンションと操縦性に多くの改善（エステートでのセルフレベリング後輪サスペンションを含む）が図られ、内装と外装には革新的と言えるほどの変更が施されていた。
内装では新しい肘掛け椅子型のシートと品質が改善されたが、新しい外観は物議を醸した。ヘッドライトは紡錘形で、テールライトはバンパーのすぐ上に薄い線状に配されていた。
ジェレミー・クラークソンは、当時のタイムズ紙上で本車を「路上で最も醜い車」と評している。また、スニッフ・ペトロール（Sniff Petrol ）の執筆者のリチャード・ポーター（Richard Porter ）は、2004年の書籍『駄作車』（Crap Cars ）の中で本車を外観の部で50台中49位に挙げている。
1998年初頭、顔つきをおとなしく見せるためにヘッドライト回りを暗く隈取りされグリルを微妙に変更するフェイスリフトを実施した。テールライトも車体後端が膨れて見えないように変更された。これがスコーピオに実施された最後の改良となり、1998年夏に生産を終了したが、その後も在庫販売は2年続いた。
当時のヨーロッパの自動車市場は、高所得者は高性能な大型ファミリーカー、所帯を持つ者はミニバンと対極化しており、スコーピオの後継モデルを出すには程遠い状況であった。他のメーカーも同様の状況から、ボクスホール/オペルはオメガの後継車を開発せず、本田技研工業はレジェンドのヨーロッパ市場での販売を取りやめた。さらにローバー・800は、1999年により小型の75に代替された。

### グレード
2.9Lのコスワース製エンジン搭載車はトラクションコントロールシステム、クルーズコントロールとAT（MTは無料オプション）が標準装備。その他のエンジン搭載車はMTが標準で、ATは有料オプションであった。
- エクゼクティブ（Executive ） - ベースとなるモデル。パワーウインドウ、ABS、パワーステアリング、盗難防止装置などを装備していた。

- ギア（Ghia ） - エアコン、アルミホイール、フロントフォグライト、電動ミラーなどを装備。

- ウルティマ（Ultima ） - CDオートチェンジャー、クライメットコントロール、革シート、クルーズコントロール、自動防眩ミラー、電動調節シートなどを装備。

- 2.0L - バッジなし（2L16バルブのみ "2.0 16v"）
- 2.3L - "2.3" (古い車には "2.3 16v")
- 2.9L - "2.9" (古い車には "2.9 12v")
- 2.9L - コスワース製エンジン搭載車は "24v"

## 車名の由来
スコーピオは、「さそり座」を意味する。